# Hezreh
Hazrah (tiếng Ả Rập: حزرة) là một ngôi làng Syria nằm ở Al-Dana Nahiyah ở huyện Harem, Idlib. Theo Cục Thống kê Trung ương Syria (CBS), Hazrah có dân số 631 người trong cuộc điều tra dân số năm 2004.